# 상북초등학교 (울산)
상북초등학교(上北初等學校)는 대한민국 울산광역시 울주군 상북면 산전리 473-1번지에 있는 공립 초등학교이다.
이 학교는 2016년 3월 1일에 궁근정초등학교, 길천초등학교, 향산초등학교 3개 학교를 통합해 개교하였으며, 1대 교장은 향산초등학교의 마지막 교장이었던 권재철 교장이 부임하였다.

## 연혁
- 2016년 3월 1일 : 길천초등학교, 궁근정초등학교, 향산초등학교를 통합해 개교[1]